# Meenoplus albosignatus
Meenoplus albosignatus är en insektsart som beskrevs av Franz Xaver Fieber 1866. Meenoplus albosignatus ingår i släktet Meenoplus och familjen Meenoplidae. Inga underarter finns listade i Catalogue of Life.